# صرع بطني
الصرع البطني، والمعروف أيضًا باسم الصرع اللاإرادي، هو حالة نادرة تحدث في كثير من الأحيان بين الأطفال، وتتألف من اضطرابات الجهاز الهضمي الناجمة عن الصرع.
وقد وصفت بأنها نوع من أنواع صرع الفص الصدغي. كما يمكن أن تساعد الاستجابة لمضادات الاختلاج في التشخيص.
أتت معظم المؤلفات الطبية المنشورة التي تتناول الصرع البطني في شكل تقارير عن بعض الحالات الفردية، ووجدت مقالة نٌشرت في عام 2005 ما مجموعه 36 حالة تم وصفها في المؤلفات الطبية.

## الأعراض
تعتبرُ الأعراض الأكثر شيوعاً للصرع البطني هي: آلام في البطن يليها تقيؤ لا يمكن السيطرة عليه، وعادةً ما يسبقه خمول. وتشمل الأعراض أيضًا نوبة توترية رمعية، وارتباك، وعدم استجابة.

## الأسباب
لا تٌعرف أسباب محددة للصرع البطني، في حين لم تثبت العلاقة السببية بين نشاط الصرع وأعراض الجهاز الهضمي، كما لا يمكن تفسير أعراض الجهاز الهضمي من قبل الآليات الفسيولوجية المرضية الأخرى، التي تتحسن من خلال الاستجابة لمضادات الاختلاج. لو أن الحالة نادرة جداً، فلا توجد دراسات عاليةُ الجودة. وُجد عدد قليل جداً من الحالات المبلغ عنها لتحديد عوامل الخطر، والعوامل الوراثية، أو الأسباب المحتملة الأخرى.

## التشخيص
تشمل معايير تشخيص الصرع البطني أعراض بطنية دورية، تخطيط دماغي كهربي غير طبيعي وتحسين كبير في أعراض الجهاز الهضمي بعد تناول الأدوية المضادة للاختلاج. يمكن أن تكتمل الاختبارات الطبية للتشخيص باستخدام التصوير بالرنين المغناطيسي للدماغ، والأشعة المقطعية والموجات فوق الصوتية للبطن، وتنظير الجهاز الهضمي، واختبارات الدم.

## العلاج
يتم التعامل مع صرع البطن مثل أشكال الصرع الأخرى باستخدام الأدوية المضادة للاختلاج، مثل الفينيتوين. وبما أنه لا توجد دراسات خاضعة للرقابة، فإن بعض الأدوية الأخرى قد تكون فعّالةً بنفس القدر.

## التاريخ
يرجع الفضل إلى تروسو في كونه أول من وصف الحالة في عام 1868 في صبي يعاني من أعراض الجهاز الهضمي الانتيابية التي بلغت ذروتها في اللإصابة بنوبة توترية رمعية. تم تسجيل أول حالة صرع بطني للصرع رسمياً باستخدام مخطط أمواج الدماغ في عام 1944 في مقالة كتبها مور، تلتها تقارير الحالات اللاحقة من نفس المجموعة.